# Ridge Racer Type 4
Ridge Racer Type 4 (R4: Ridge Racer Type 4 in Nordamerika) ist ein Rennspiel, das vom japanischen Entwickler Namco entwickelt wurde. Es erschien am 1. September 1999 für die PlayStation. Es ist der vierte Teil in der Videospielserie Ridge Racer. Am 1. Juni 2011 erfolgte eine Umsetzung des Originals für die PlayStation 3 und PlayStation Portable.

## Spielprinzip
Das Spiel ist im Stil eines Arcade-Rennspiels gehalten, in dem versucht wird möglichst schnell um die Kurven zu driften. Es gibt zwei verschiedene Arten um die Kurven zu gelangen: Drift und Grip. Bei einem Drift-Fahrzeug lässt der Spieler das Gas kurz los und steigt danach wieder darauf um einen Drift einzuleiten. Bei Grip-Fahrzeugen muss die richtige Balance zwischen Bremsen und Gas gefunden werden. Ziel des Spiels ist der Sieg in einer Meisterschaft, bei der in jedem Rennen ein Platz auf dem Podium erreicht werden muss, um am nächsten Rennen teilnehmen zu können. Im Laufe der Meisterschaft werden basierend auf der Position im vorherigen Rennen neue Fahrzeuge freigeschaltet. Es gibt etwa 320 Fahrzeuge, die größtenteils an echte Automarken angelehnt sind.

## Handlung
Der Spieler entscheidet sich am Anfang für eines von vier Rennteams: R.C Micro Mouse Mappy, Pac Racing Club, Racing Team Solvalou und Dig Racing Team. In jedem Team gibt es einen Manager, der den Spieler auf seinem Weg zur Real Racing Roots 99 Meisterschaft begleitet.